# Định luật Gay-Lussac 2
Định luật Gay-Lussac 2 được phát biểu gần như định luật Gay-Lussac:
với lượng khí n không đổi ở thể tích V không đổi thì tỉ số giữa áp suất p và nhiệt độ T không đổi
{\displaystyle n=const,\ V=const\rightarrow {\frac {p}{T}}=const}

Lượng khí không đổi cùng thể tích ở trạng thái 1 và 2 thì {\displaystyle {\frac {p_{1}}{T_{1}}}={\frac {p_{2}}{T_{2}}}}hay {\displaystyle p_{1}T_{2}=p_{2}T_{1}}.

Đây là 1 trường hợp đặc biệt của phương trình khí lý tưởng pV = nRT.
Định luật này còn có tên là định luật Amontons, do Guillaume Amontons cũng tìm ra được mối liên hệ giữa p và T. Tương tự định luật Gay-Lussac, mối liên hệ này có thể được trình bày qua:
{\displaystyle p(T)=p_{0}[1+a_{0}(T-T_{0})],\ a_{0}={\frac {1}{T_{0}}}={\frac {1}{273.15}}\ \left(K^{-1}\right)}
hay cho khí lý tưởng ở nhiệt độ T1, T2 bất kì:
{\displaystyle p_{2}=p_{1}[1+a_{p}(T_{2}-T_{1})],\ a_{p}={\frac {1}{T_{1}}}}